# Biaggio Mazzeo
Biaggio Mazzeo é um renomado artista plástico, desenhista de selos e carimbos, e pintor brasileiro.
Entre os seus trabalhos mais conhecidos estão o Brasão da Academia Cristã de Letras, os retratos a óleo de 39 presidentes do Tribunal Regional Eleitoral de São Paulo (TRE-SP), e o primeiro selo no mundo impresso com características Braille.
O documentário em curta-metragem "Biaggio Mazzeo em Retrato" conta sobre sua carreira.

## Prêmio e Honrarias
| Ano  | Prêmio                                    | Categoria          | Resultado | Ref.  |
| ---- | ----------------------------------------- | ------------------ | --------- | ----- |
| 1979 | Prêmio Exposição Internacional Brasiliana | Temáticos Nacional | Venceu    | [ 7 ] |